# 大空スバル
大空 スバル（おおぞら スバル、英: Oozora Subaru、中: 大空 昴）は、日本のバーチャルYouTuber、バーチャルアイドル。ホロライブ2期生。

## 概要
誕生日は7月2日。身長154センチ。
イラストレーターはしぐれうい。キャラクターデザイン制作当時、大空スバルとしぐれういは面識が無く、ホロライブの運営会社であるカバー株式会社 代表取締役社長の谷郷元昭が関係を取り持つという体制で制作される。3Dモデルは八剣が制作した。
2018年8月23日、Twitterにて初ツイート、同年9月16日にはYouTubeで初配信、同年12月16日にbilibiliにて動画を投稿し、それぞれ活動を開始した。
ファンの愛称は当初Twitter上のアンケートで「スタンド」に決定したが、約半年後「スバ友（すばとも）」へ変更された。また、特にガチ恋勢のファンについては「アヒージョ」と呼ばれることもある。
気さくな性格ゆえに他ライバーとの共演時にコメディリリーフ的な役割を務めることが多いため、ホロライブの中で「芸人枠」と呼ばれることが多い。また、中性的なハスキーボイスやゲーム実況配信などで興奮した際に時折聞かせるドナルドダックのような濁声から、「アヒル」や「ドナルドダック」と呼ばれることもある。そこから派生して、「スバルドダック」というキャラクターも誕生した。
企業および男女を超えたコラボレーションとして、にじさんじの舞元啓介との「舞スバ」をデビュー当時から行なっていたほか、舞スバにしぐれういを追加した「大空家」がある。特に「舞スバ」はスバルのデビュー当時のバーチャルYouTuberの間では敬遠されていたとされる男女のコラボレーションの先駆けとして、以降の男女間コラボレーションに影響を与えたとされている。これ以外にもコラボ相手との接点の有無に関わらず気軽に接している。
家族は両親のほか姉と弟の存在が話題に出されており、チャンネル登録者数100万人と誕生日を記念した配信には特別ゲストとして実父が生出演した。
2020年10月11日、日清カレーメシWEEKアンバサダーとして、湊あくあ、兎田ぺこらとともにコラボ限定ユニット『スパイスラブ』を結成、コラボソング「カレーメシ・イン・ミラクル」も発表。同年10月18日にオンラインライブ『スパイスライブ』を配信。
2021年6月13日、同事務所所属の湊あくあ、桃鈴ねねと共に新ユニット「NEGI☆U（ねぎゆー）」を結成し、1stシングル「つまりはいつもくじけない！」の表題曲にてTVアニメ「ジャヒー様はくじけない!」の第1クールEDテーマを担当することが発表された。

## 来歴
- 2018年
  - 8月23日、Twitterにて初のツイート投稿[5]。
  - 9月16日、YouTubeにて初配信[6][7]。
  - 12月16日、bilibiliにて初動画を投稿[8]。

- 2019年
  - 5月5日、3Dモデルお披露目[18]。
  - 7月30日、Live2D新衣装公開[19]。
  - 9月17日、水着3Dモデルお披露目[20]。
  - 10月23日、YouTubeチャンネル登録者数10万人突破[21][22]。

- 2020年
  - 1月1日、Live2Dお正月衣装公開[23][24]。
  - 4月11日、YouTubeチャンネル登録者数20万人突破[25]。
  - 9月7日、YouTubeチャンネル登録者数40万人突破[26]。

- 2021年
  - 7月2日、YouTubeチャンネル登録者数100万人突破[27]。

## 主な出演

### ライブ・イベント
※はインターネット配信
- FAMS FAN MEETING −俺達の夏休み延長戦–（2019年9月15日、池袋HUMAXシネマズ・関西テレビなんでもアリーナ・伏見ミリオン座・ニコニコ生放送）[28][29]
- ホロリーグ in Cluster（2019年9月16日、VRアプリ「cluster」※）[30][31]
- Cafe Connect 〜クリエイター×vtuber〜（2019年11月24日、秋葉原エンタス）[32]
- スパイスライブ（2020年10月18日、YouTubeオンラインライブ、出演：スパイスラブ）[33][34][35]
- hololive IDOL PROJECT 1st Live.『Bloom,』（2021年2月17日、東京ガーデンシアター）[36]
- 大空スバルと1対1おはなしイベント！（2021年3月6・3月7日、VR）[37]
- 湊あくあ ワンマンライブ2022「あくあ色 in わんだ〜☆らんど♪」（2022年1月28日、豊洲PIT・SPWN） - ゲスト出演[38][39]
- Blue Journey 1st Live「夜明けのうた」（2023年9月13日、東京ガーデンシアター）[40]
- hololive GAMERS fes. 超超超超ゲーマーズ（2024年5月25日、国立代々木競技場）[41]
- hololive GAMERS fes. 超超超超ゲーマーズ2（2025年7月5日・6日、さいたまスーパーアリーナ）- DAY2 ゲスト出演[42]

#### ホロライブ全体ライブ
- 「hololive 1st fes. ノンストップ・ストーリー」（2020年1月24日、豊洲PIT）[43][44][45]
- 「hololive 2nd fes. Beyond the Stage Supported By Bushiroad」STAGE2（2020年12月22日、ニコニコ公式有料生放送&SPWN）[46]
- 「hololive 3rd fes. Link Your Wish Supported By ヴァイスシュヴァルツ」Day1（2022年3月19日、幕張メッセ）[47]
- 「hololive 4th fes. Our Bright Parade Supported By Bushiroad」DAY1（2023年3月18日、幕張メッセ）[48]
- 「hololive 5th fes. Capture the Moment Supported By Bushiroad」（2024年3月16日 - 3月17日、幕張メッセ）[49]
- 「hololive 6th fes. Color Rise Harmony」DAY2（2025年3月9日、幕張メッセ）[50][51]

### テレビドラマ
- 四月一日さん家と（2020年4月6日 - 6月22日、テレビ東京） - 山村しのぶ 役[52]

### テレビ番組
- プロジェクトV（2021年9月29日、日本テレビ・SPWN※）[53] 共演：夏色まつり、シスター・クレア（にじさんじ）、森中花咲（同左）、富士葵
- MUSIC VERSE（2023年4月 - 2024年6月 、日本テレビ）[54]- レギュラーMC

### テレビアニメ
- ルパン三世 PART6（コスプレイヤー）[55]

### ゲーム
- 暁のブレイカーズ（2019年、大空スバル）[56][57]
- 妖怪ウォッチ ぷにぷに（2023年9月1日 - 15日） - コラボイベント期間にゲーム内キャラクターとして追加[58]。

## タイアップ
- 信州 油屋清右衛門（2021年10月1日）- コラボ商品「スバルのそば」が販売された[59]。
- カプコンネットキャッチャー カプとれ（2021年10月18日） - ホロライブとのコラボレーション第4弾。限定ゲーム景品にアクリルスタンドキーホルダー、マウスパッド、クリアポスター、ブランケットが追加[60]。
- Marvel's Guardians of the Galaxy（2021年10月26日） - 同ゲームの実況配信が行われた[61]。
- 「ホロライブin富士急ハイランド～SNOW＊WORLD～」（2022年11月19日 - 12月30日） - 富士急ハイランドとのコラボイベント[62]。

## ディスコグラフィ
○主な出典：hololive（ホロライブ）公式サイト

### 大空スバル
| 発売日         | タイトル                 | 品番     | 出典   |
| -------------- | ------------------------ | -------- | ------ |
| 2021年7月3日   | 太陽少女                 | CVRD-053 | [ 63 ] |
| 2021年10月7日  | ぷ・れ・あ・で・す！     | CVRD-083 | [ 64 ] |
| 2022年7月2日   | サマーハイヒール         | CVRD-177 | [ 65 ] |
| 2022年11月21日 | スターライト             | CVRD-232 | [ 66 ] |
| 2024年2月26日  | Stellar Symphony         | CVRD-378 | [ 67 ] |
| 2024年9月16日  | ホットダック！           | CVRD-472 | [ 68 ] |
| 2025年3月3日   | 星灯                     | CVRD-541 | [ 69 ] |
| 2025年3月3日   | 6eyond The Limit         | CVRD-541 | [ 69 ] |
| 2025年3月3日   | 星駆ける空へ             | CVRD-541 | [ 69 ] |
| 2025年3月3日   | シュバっと断罪！大空警察 | CVRD-541 | [ 69 ] |

| 発売日       | タイトル | 品番     | 出典   |
| ------------ | -------- | -------- | ------ |
| 2025年3月3日 | Pleiades | CVRD-541 | [ 69 ] |

### hololive IDOL PROJECT
| 発売日        | タイトル                                            | 品番     | 出典   |
| ------------- | --------------------------------------------------- | -------- | ------ |
| 2019年9月16日 | Shiny Smily Story                                   | CVRD-001 | [ 70 ] |
| 2021年1月21日 | でいり〜だいあり〜！                                | CVRD-022 | [ 71 ] |
| 2021年2月11日 | Dreaming Days                                       | CVRD-028 | [ 72 ] |
| 2022年3月13日 | Prism Melody                                        | CVRD-138 | [ 73 ] |
| 2022年8月19日 | 飛んでK！ホロライブサマー                           | CVRD-199 | [ 74 ] |
| 2022年8月22日 | ホロメン音頭                                        | CVRD-200 | [ 75 ] |
| 2024年3月15日 | ホロライブ言えるかな？hololive SUPER EXPO 2024 ver. | CVRD-406 | [ 76 ] |

| 発売日        | タイトル | 品番     | 出典   |
| ------------- | -------- | -------- | ------ |
| 2021年4月21日 | Bouquet  | HOLO-001 | [ 77 ] |

### ホロライブ運動会実行委員
| 発売日        | タイトル                        | 品番     | 出典   |
| ------------- | ------------------------------- | -------- | ------ |
| 2022年11月7日 | ハッピー☆フィーバー！ホロライブ | CVRD-229 | [ 78 ] |
| 2023年11月5日 | 光になれ！                      | CVRD-348 | [ 79 ] |

### NEGI☆U
| 発売日        | タイトル                   | 品番      | 備考                                                                | 出典          |
| ------------- | -------------------------- | --------- | ------------------------------------------------------------------- | ------------- |
| 2021年9月1日  | つまりはいつもくじけない！ | QECR-1    | テレビアニメ『ジャヒー様はくじけない!』 第1クールエンディングテーマ | [ 80 ] [ 81 ] |
| 2022年5月26日 | PANIGHT                    | CVRD-161A |                                                                     | [ 82 ]        |
| 2023年5月19日 | 寿司☆でしょ！              | CVRD-288  |                                                                     | [ 83 ]        |

| 発売日       | タイトル             | 品番     | 出典   |
| ------------ | -------------------- | -------- | ------ |
| 2022年6月1日 | ねぎゆーのパないうた | CVRD-161 | [ 84 ] |

### その他の参加楽曲
| 発売日         | タイトル                            | アーティスト                                                                    | 品番       | 出典          | 備考                                                                         |
| -------------- | ----------------------------------- | ------------------------------------------------------------------------------- | ---------- | ------------- | ---------------------------------------------------------------------------- |
| 2020年10月30日 | カレーメシ・イン・ミラクル          | スパイスラブ（大空スバル、湊あくあ、兎田ぺこら）                                |            |               | 「日清カレーメシ」コラボ楽曲。日清カレーメシ ホロライブ 特別BOXセット 特典CD |
| 2020年12月18日 | Hacha-Mecha ミラクル                | 湊あくあ、大空スバル、兎田ぺこら                                                | CVRD-015   | [ 85 ]        | 『カレーメシ』コラボ曲                                                       |
| 2021年8月28日  | さしみお (feat. スバおか)           | 大神ミオ、大空スバル、猫又おかゆ                                                | CVRD-071   | [ 86 ] [ 87 ] |                                                                              |
| 2023年8月21日  | HOLOTORI Dance!                     | HOLOTORI（Takanashi Kiara、Pavolia Reine、鷹嶺ルイ、大空スバル、Nanashi Mumei） | CVRD-321   | [ 88 ]        |                                                                              |
| 2023年9月29日  | DODEKAMBITIOUS                      | ドデカルテット（大空スバル、さくらみこ、猫又おかゆ、兎田ぺこら）                | CVRD-335   | [ 89 ]        | ドデカミン コラボ曲                                                          |
| 2024年2月7日   | 水たまり                            | Blue Journey                                                                    | UPCH-89552 | [ 90 ]        |                                                                              |
| 2024年2月8日   | 地獄で会おうぜ！ スバちょこるなたん | スバちょこるなたん（癒月ちょこ＆大空スバル＆姫森ルーナ＆獅白ぼたん）            | CVRD-373   | [ 91 ]        |                                                                              |
| 2024年11月8日  | GET THE CROWN                       | Hoshimatic Project                                                              | CVRD-497   | [ 92 ]        |                                                                              |
| 2025年4月2日   | ラムダック                          | 角巻わため & 大空スバル                                                         | CVRD-556   | [ 93 ]        |                                                                              |

| 発売日        | タイトル                  | アーティスト          | 品番       | 出典          |
| ------------- | ------------------------- | --------------------- | ---------- | ------------- |
| 2022年1月26日 | SPOTLIGHT vol.2           | V.A.                  | SNCL-59/60 | [ 94 ] [ 95 ] |
| 2023年9月6日  | 夜明けのうた              | Blue Journey          | UPCH-20658 | [ 96 ]        |
| 2024年2月27日 | ほろはにヶ丘高校 -Covers- | hololive × HoneyWorks | HLP-10005  | [ 97 ]        |

## その他
新日本プロレス所属のプロレスラーであるグレート-O-カーンが使用する技の一つに、大空スバル式羊殺しという名前の技がある。これは、短編アニメ『ホロのぐらふぃてぃ』にて角巻わために使ったツッコミから考案された技である。